# 페르난도 요렌테
페르난도 요렌테 토레스(스페인어: Fernando Llorente Torres, 1985년 2월 26일, 스페인 팜플로나 ~ )는 스페인의 은퇴한 축구 선수이며 스트라이커로 활약했다. 별명은 El Rey León (스페인어로 "라이온 킹")이다.

## 클럽 경력

### 아틀레틱 빌바오
요렌테는 1996년 11세의 나이로 아틀레틱 빌바오에 들어갔다. 2003년 CD 바스코니아에서 33경기에 출전해 12골을 넣은 그는 2004년 빌바오의 리저브팀 빌바오 아틀레틱에 들어가 활약하였다. 2005년 1월 16일 RCD 에스파뇰전에서 A팀 데뷔전을 가졌고, 3일후의 코파 델 레이경기에서는 해트트릭을 기록하였으며, 2005-06시즌의 첫경기인 레알 소시에다드와의 바스크 더비전에서 골을 넣었다. 그러나 그는 그 시즌에 위장염, 무릎 통증, 근육 통증때문에 많은 골을 넣지 못하였고, 22경기에 출전해 2골을 넣는데 그쳤다.
2006년 7월 13일 그는 2011년 6월까지 계약을 연장하였다. 2006-07시즌 그는 호세바 에체베리아, 아리츠 아두리스와 이스마엘 우르사이스에 밀려 기회를 많이 잡지 못하였고, 23경기에 나와 2골을 넣었다. 2007-08시즌 시작전 그는 6번의 프리시즌 경기에서 6골을 넣었고, 팀의 주전 공격수로 자리매김하였다. 그는 초반에 부진하였으나 35경기에 출전해 11골을 넣음으로서 팀이 중위권에 안착하는데 일조하였다. 2008년에는 스페인 축구 국가대표팀에 소집되었고, 2009년 FIFA 컨페더레이션스컵과 2010년 FIFA 월드컵에도 출전하였다.
2012~2013시즌을 앞두고 챔피언스리그 진출이 가능한 팀으로의 이적을 소망한 요렌테는 구단에 이적을 요구했으나 바이아웃을 제시하는 구단이 아니면 이적시키지 않겠다는 아틀레틱 빌바오 구단의 고유한 정책에 의해 이적하지 못했고 그로 인해 소속팀 감독인 마르셀로 비엘사와 불화를 겪으며 시즌을 거의 벤치에서 보내게 되었다. 결국 2013년 1월 24일 그는 이탈리아의 유벤투스 FC로 계악기간을 6개월 남겨둔 채 보스먼룰로 이적이 확정되었다.

### 유벤투스
요렌테는 팀의 메디컬 테스트를 통과하여 2013년 7월 1일 공식적으로 유벤투스의 선수가 되었다. 등번호는 14번을 받았으며 9월 22일, 팀이 2-1로 승리한 엘라스 베로나와의 홈경기에서 선발 출장하며 세리에 A 데뷔골을 기록했다.

## 기록

### 대회기록
아틀레틱 빌바오 (2005~2013)
- 코파 델 레이 준우승: 2008-09, 2011-12
- UEFA 유로파리그 준우승: 2011-12

유벤투스 FC (2013~2015)
- 세리에 A : 2013-14, 2014-15, 2015-16
- 코파 이탈리아 : 2014-15
- 수페르코파 이탈리아나 : 2013-14, 2015-16
- UEFA 챔피언스리그 준우승 : 2014-15

세비야 FC (2015~2016)
- UEFA 유로파리그 : 2015-16

토트넘 홋스퍼 FC (2017~2019)
- UEFA 챔피언스리그 준우승 : 2018-19

SSC 나폴리 (2019~2021)
- 코파 이탈리아 : 2019-20

스페인 축구 국가대표팀 (2009~2013)
- FIFA 월드컵 : 2010
- UEFA 유러피언 챔피언십 : 2012
- FIFA 컨페더레이션스컵 3위 : 2009

## 국가대표 경력
스페인 U-17, 스페인 U-20, 스페인 U-21, 스페인 성인 국가대표팀까지 처음부터 천천히 올라왔다. UEFA 유로 2008 이후 성인 국가대표팀에 합류했다.

2010년 FIFA 월드컵 최종 엔트리에 들었고, 첫 월드컵 출전에 우승을 달성했다.
UEFA 유로 2012 최종 엔트리에 들었고, 우승을 달성했다.
(메이저 대회 3연패를 기여한 바가 있었다.)

페르난도 요렌테는 2008년부터 2013년까지 24경기에 출전해 7골을 터뜨렸다. (이후 2014년 FIFA 월드컵 에서 네덜란드,칠레한테 모두 밀려서 탈락하고 말았다.)